# Notophthiracarus knysnaensis
Notophthiracarus knysnaensis är en kvalsterart som beskrevs av Wojciech Niedbała 2006. Notophthiracarus knysnaensis ingår i släktet Notophthiracarus och familjen Phthiracaridae. Inga underarter finns listade i Catalogue of Life.